# Slemsopp
Slemsopp (Suillus flavidus) är en svampart som först beskrevs av Elias Fries, och fick sitt nu gällande namn av Jan Svatopluk Presl 1846. Enligt Catalogue of Life ingår Slemsopp i släktet Suillus,  och familjen Suillaceae, men enligt Dyntaxa är tillhörigheten istället släktet Suillus,  och familjen Gomphidiaceae. Arten är reproducerande i Sverige. Inga underarter finns listade i Catalogue of Life.
Slemsoppen förekommer i tallskogar där den lever i symbios med bergtall. Slemsoppen kan lätt förväxlas med smörsopp men skiljs genom den klibbiga ringen och de breda, guldgula porerna på fruktkroppen. Den är oduglig som matsvamp, men dock inte giftig.

## Bildgalleri

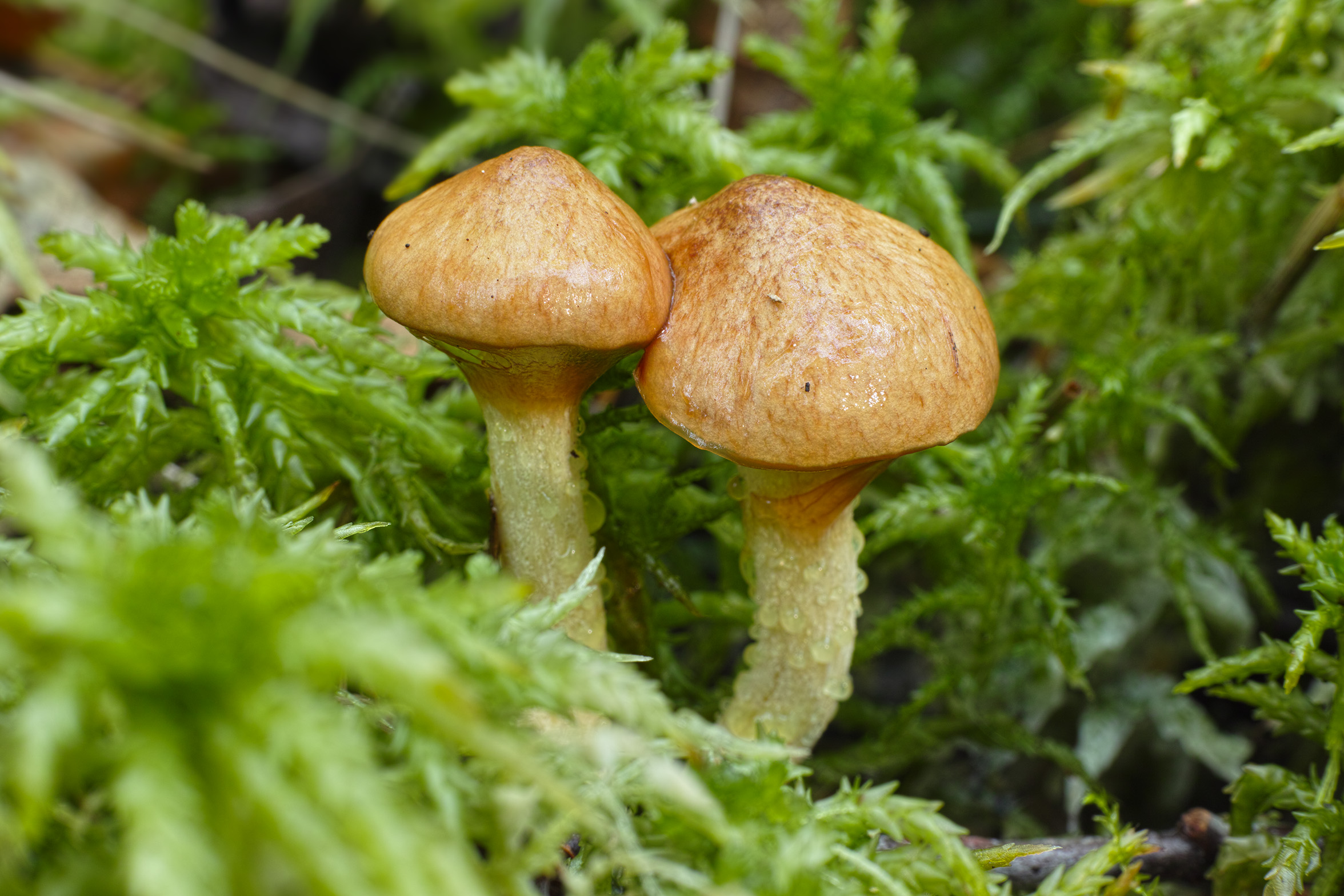